# پیلار پالومرو
پیلار پالومرو (اسپانیایی: Pilar Palomero‎؛ زادهٔ ۱۹۸۰) کارگردان فیلم و فیلم‌نامه‌نویس اهل اسپانیا است. وی دانش‌آموختهٔ رشتهٔ فیلم‌سازی است.
وی در سال ۲۰۲۱ برندهٔ ۲ جایزه فروس (بهترین کارگردانی و بهترین فیلم‌نامه)، ۲ جایزهٔ گویا (بهترین کارگردان جدید و بهترین فیلمنامه غیراقتباسی)، ۱ جایزه گائودی (بهترین کارگردانی) و جایزهٔ آلما (بهترین فیلمنامه غیراقتباسی) و در سال ۲۰۲۴ برندهٔ «جایزهٔ استعداد مالاگا» در بیست و هفتمین دورهٔ جشنواره فیلم‌های اسپانیایی مالاگا شد.
از فیلم‌هایی که وی در آن‌ها نقش داشته است، می‌توان به دختران اشاره نمود.